# Bruchophagus beijingensis
Bruchophagus beijingensis är en stekelart som beskrevs av Fan och Yin-Xia Liao 1991. Bruchophagus beijingensis ingår i släktet Bruchophagus och familjen kragglanssteklar. Inga underarter finns listade.